# Spindalis
Spindalis és un gènere d'ocells caribenys, tradicionalment adscrits a la família dels tràupids (Thraupidae), però que actualment ho és a la seva pròpia família dels espindàlids (Spindalidae).

## Taxonomia
Segons la Classificació del Congrés Ornitològic Internacional (versió 2.5, 2010) aquest gènere està format per 4 espècies:
- Spindalis zena - tàngara arlequinada de Cuba.
- Spindalis dominicensis - tàngara arlequinada de la Hispaniola.
- Spindalis portoricensis - tàngara arlequinada de Puerto Rico.
- Spindalis nigricephala - tàngara arlequinada de Jamaica.